# 伍德斯托克 (康乃狄克州)
伍德斯托克（英語：Woodstock）是一個位於美國康乃狄克州溫德姆縣的城鎮。

## 地理
伍德斯托克的座標為41°58′00″N 72°01′00″W / 41.96667°N 72.01667°W，而該地的平均海拔高度為242米（即794英尺）。

## 人口
根據2010年美國人口普查的數據，伍德斯托克的面積為160.10平方千米，當中陸地面積為156.80平方千米，而水域面積為3.30平方千米。當地共有人口7964人，而人口密度為每平方千米49.74人。